# عبد الكريم الخضر
عبد الكريم الخضر أستاذ الفقه المقارن في كلية الشريعة في جامعة القصيم وأحد الأعضاء المؤسسين لجمعية الحقوق المدنية والسياسية في السعودية (حسم). اعتقل بأمر قضائي في 24 أبريل 2013 بعد أن اعترض على منع النساء من حضور محاكمته. حكم عليه في 24 يونيو بالسجن ثمان سنوات والمنع من السفر عشر سنوات تليها.

## أبحاثه ونشاطه
ترأس الخضر فريق الدفاع عن عبد الله الحامد وأخيه عيسى الحامد عندما سُجنا في 2008 بتهمة التحريض على التظاهر، ثم شارك عضوا مؤسسا لجمعية الحقوق المدنية والسياسية في السعودية في أكتوبر 2009، ثم تولى رئاستها عام 2012. كتب د. عبد الكريم الخضر أبحاثا شرعية عديدة خلصت إلى أن المظاهرات السلمية جائزة وكذلك إضراب السجناء عن الطعام، وهو ما يخالف الرأي الرسمي.

## المحاكمة والاعتقال
حُدّد 4 فبراير 2013 موعدا لأولى جلسات محاكمة عبد الكريم الخضر في المحكمة الجزائية المتخصصة في بريدة أمام القاضي إبراهيم الحسني، لكن القاضي تغيب عن الحضور فأجلت الجلسة. في 11 فبراير 2013 عقدت الجلسة الأولى لكن الخضر تغيّب عنها لظروف والده الصحية فحضر موكله نيابة عنه وتسلم لائحة الادعاء وتضمت اتهامات بالمشاركة في تأسيس جمعية دون ترخيص، وتأليب الرأي العام، واتهام النظام الحاكم بأنه نظام بوليسي. في 21 فبراير عقدت الجلسة الثانية فحضرها الخضر وقدم ردا يطلب تنحي القاضي بسبب خلاف شخصي سابق بينهما.
في 10 إبريل عقدت الجلسة الثالثة وأعلن القاضي رفضه التنحي عن القضية لعدم وجود مبرر وجيه لذلك؛ ولم يحضر أي صحفي رسمي للجلسة. في 24 إبريل عقدت الجلسة الرابعة وحضرها عشرات من الرجال والنساء لكن القاضي رفض حضور النساء -ومنهن زوجة المتهم- مستشهدا بالآية «وقرن في بيوتكن». رفض الخضر حضور الجلسة فأمر القاضي بإيقافه أربعة أشهر. انتقدت منظمة العفو الدولية قرار الإيقاف وطالبت بإطلاق سراحه فورا ودون شروط وبإسقاط التهم عنه.

## الحكم
أعلن القاضي إبراهيم الحسني يوم الاثنين 24 يونيو موعدًا للنطق بالحكم، وقرر فيه إدانة الخضر بجميع التهم التي نسبها الادعاء العام إليه وحكم عليه بالسجن ثلاث سنوات نافذة وبالسجن خمس سنوات مع وقف التنفيذ على أن تطبق إذا كرّر أيا من التهم التي أدين بها وبالمنع من السفر عشر سنوات تلي السجن.
أدانت الشبكة العربية لمعلومات حقوق الإنسان الحكم واعتبره «حكمًا جائرًا واستمرارًا لقائمة الاحكام الصادرة بحق المشاركين في تأسيس جمعية حسم».